# Theotonius Gomes
Theotonius Gomes, CSC (Madbortek, 9 de abril de 1939) é bispo auxiliar emérito em Dhaka.
Teotônio Gomes ingressou na Congregação de Santa Cruz e foi ordenado sacerdote em 19 de dezembro de 1964.
O Papa João Paulo II o nomeou Bispo de Dinajpur em 19 de dezembro de 1978. O arcebispo de Dhaka, Michael Rozario, concedeu sua consagração episcopal em 4 de abril do ano seguinte; Os co-consagradores foram Linus Nirmal Gomes SJ, Bispo de Baruipur e Michael Atul D'Rozario CSC, Bispo de Khulna.
Em 23 de fevereiro de 1996 foi nomeado Bispo Auxiliar de Dhaka e Bispo Titular de Zucchabar.
O Papa Francisco aceitou sua aposentadoria em 28 de abril de 2014.